# Norma Fox Mazer
Norma Fox Mazer (* 15. Mai 1931 in New York City; † 17. Oktober 2009 in Montpelier, Vermont) war eine US-amerikanische Kinder- und Jugendbuchautorin.

## Leben
Norma Fox wuchs mit zwei Schwestern in Glens Falls im Bundesstaat New York auf. Sie studierte am Antioch College in Yellow Springs, Ohio und an der Syracuse University. 1950 heiratete sie Harry Mazer.
Nachdem Norma Fox Mazer und ihr Mann lange Jahre ihren Lebensunterhalt mit dem Schreiben von Geschichten für Illustrierten und Zeitschriften bestritten hatten, kam 1970 ihr erstes Jugendbuch Ich, Trissy heraus. Bereits ihr nächster Roman A figure of speech, dessen deutsche Ausgabe den Titel Wenn jemand anruft, sag ihm, ich wär' tot trägt, wurde 1974 mit einer Nominierung für den National Book Award in der Sparte Children's Books bedacht. 1978 wurde Norma Fox Mazer für den Erzählband Lieber Bill, weisst Du noch? der Lewis Carroll Shelf Award zuerkannt. Für Taking Terri Mueller, das als Anruf nach acht Jahren in deutscher Übersetzung herauskam, erhielt sie 1982 den Edgar Allan Poe Award in der Kategorie Best Juvenile.
Aus der Feder von Norma Fox Mazer stammen mehr als dreißig Bücher, die vielfach ausgezeichnet wurden. Ihre Werke für junge Heranwachsende handeln häufig von Familientrennungen, Verlust und dem Tod nahestehender Personen. Neben Wenn jemand anruft, sag ihm, ich wär' tot und Anruf nach acht Jahren gehören Meinst du, der Falke hat uns gesehen? und Na, Schwesterchen? zu ihren bekanntesten  Romanen im deutschsprachigen Raum. 1984 wurde When We First Met von HBO fürs Fernsehen verfilmt. Gemeinsam mit ihrem Mann Harry verfasste sie The Solid Gold Kid (1977) und Last Mission (1988), sowie Heartbeat (1989) und Bright Days, Stupid Nights (1992), die beide auch auf Deutsch erschienen sind.
Das Ehepaar Mazer lebte viele Jahre in Jamesville, New York, später dann in Montpelier, Vermont, wo Norma Fox Mazer von 1997 bis 2006 am Vermont College unterrichtete. Aus der Ehe gingen vier Kinder hervor; Tochter Anne Mazer ist ebenfalls Schriftstellerin.

## Werke (Auswahl)
- Lieber Bill, weisst Du noch? Und andere Geschichten. (Dear Bill, remember me? And other stories.) Sauerländer, Aarau [u. a.] 1978; ISBN 978-3-7941-1654-6, dtv, München 1986, ISBN 978-3-423-07838-2.
- Wenn jemand anruft, sag ihm, ich wär' tot. (A figure of speech.) Sauerländer, Aarau 1982, ISBN 978-3-7941-2152-6; Rowohlt, Reinbek 1985, ISBN 978-3-499-20390-9
- Ich und du und Mrs. Fish (Mistress Fish, Ape, and me, the Dump Queen) Ueberreuter, Wien 1982, ISBN 978-3-8000-2683-8; Arena Verlag, Würzburg 1988, ISBN 978-3-401-01593-4
- Ich, Trissy. (I, Trissy.) Sauerländer, Aarau 1983, ISBN 978-3-7941-2388-9
- Meinst du, der Falke hat uns gesehen? (Up in Seth's room.) Sauerländer, Aarau 1983, ISBN 978-3-7941-2488-6; dtv, München 1990, ISBN 978-3-423-78006-3
- Anruf nach acht Jahren. (Taking Terri Mueller.) Sauerländer, Aarau 1986, ISBN 978-3-7941-2850-1; dtv, München 1990, ISBN 978-3-423-78010-0
- Na, Schwesterchen? (Three sisters.) Sauerländer, Aarau 1987, ISBN 978-3-7941-2929-4; dtv, München 1991, ISBN 978-3-423-78019-3
- Abschied und Anfang (After the rain.) Sauerländer, Aarau 1988, ISBN 978-3-7941-2986-7; dtv, München 1994, ISBN 978-3-423-78053-7
- Was niemand wissen darf. (Downtown.) Sauerländer, Aarau 1988, ISBN 978-3-7941-2996-6
- Herzschlagen. (Heartbeat, mit Harry Mazer) Anrich, Kevelaer 1989, ISBN 978-3-89106-088-9; Beltz und Gelberg, Weinheim 1999, ISBN 978-3-407-78799-6
- Silber. (Silver.) Sauerländer, Aarau 1990, ISBN 978-3-7941-3296-6; Arena Verlag, Würzburg 1996, ISBN 978-3-401-01861-4
- Ein Glückspilz. (Babyface.) Sauerländer, Aarau 1992, ISBN 978-3-7941-3538-7; dtv, München 2000, ISBN 978-3-423-78144-2
- Tolle Tage. (Bright Days, Stupid Nights, mit Harry Mazer) Sauerländer, Aarau 1994, ISBN 978-3-7941-3783-1; Unionsverlag, Zürich 1998, ISBN 978-3-293-21025-7
- Eigentlich ist gar nichts passiert. (Out of control.) Sauerländer, Aarau 1995, ISBN 978-3-7941-3899-9; Carlsen, Hamburg 2003, ISBN 978-3-551-37273-4
- Himbeer ist sein Lieblingseis (Missing pieces.) Sauerländer, Aarau 1999, ISBN 978-3-7941-4448-8; Carlsen, Hamburg 2004, ISBN 978-3-551-37154-6
- Ein Platz irgendwo. (Girlhearts.) Sauerländer, Düsseldorf 2006, ISBN 978-3-7941-8048-6
- Autumn. Ein Mädchen verschwindet. (Missing girl.) Sauerländer, Düsseldorf 2008, ISBN 978-3-7941-8075-2

## Auszeichnungen (Auswahl)
- 1974: National-Book-Award-Nominierung für Wenn jemand anruft, sag ihm, ich wär' tot
- 1978: Lewis Carroll Shelf Award für Lieber Bill, weisst Du noch? Und andere Geschichten
- 1982: Edgar Allan Poe Award für Anruf nach acht Jahren
- 1988: Newbery Honor für Abschied und Anfang